# Engoulevent à ventre roux
Lurocalis rufiventris
Espèce
Statut de conservation UICN

 LC  : Préoccupation mineure
L'Engoulevent à ventre roux (Lurocalis rufiventris) est une espèce d'oiseaux de la famille des Caprimulgidae.

## Répartition
Cette espèce vit en Bolivie, en Colombie, en Équateur, Pérou et au Venezuela.